# Albert-Paul Lentin
Pour les articles homonymes, voir Lentin (homonymie).
Albert-Paul Lentin, né à Constantine le 28 août 1923 et mort le 22 décembre 1993 dans le 5e arrondissement de Paris, fut un journaliste français. Il est le père de Jean-Pierre Lentin et de (Jean) Dominique Lentin, musicien, batteur. Il fut marié à Françoise Sigwalt (sociologue).

## Biographie
Il est élevé dans une famille pied-noir dont le père, Albert Lentin (1884-1973), est un linguiste arabisant. Quant à son frère, André Lentin, celui-ci a poursuivi une brillante carrière de mathématicien linguiste (agrégé de mathématiques en 1937). Aspirant au métier d’avocat, il suit des études de droit, mais aussi de philosophie à l’université d’Alger où il se lie d’amitié avec Jean Daniel. Il en sort diplômé de droit et de philosophie. Engagé dans la résistance au sein d’un réseau gaulliste, il participe avec ce dernier à la prise de contrôle d’Alger le 8 novembre 1942 puis aux combats pour la libération de la Corse en 1943. Chargé de mission (2e classe) au tribunal de Nuremberg aux côtés d’Edgar Faure, il devient attaché de presse au Haut Commissaire Français en Autriche.

### Journaliste
Embrassant la carrière de journaliste en 1948, il participe au lancement de la revue Caliban et entre à Libération de d’Astier de La Vigerie, où il s’impose comme spécialiste du Maghreb et du Moyen-Orient et devient codirecteur de son service étranger. Fervent anticolonialiste, proche du leader marocain Mehdi Ben Barka, il soutient la marche vers l’indépendance des pays du Maghreb et du tiers-monde dans les différents journaux (Action, France Observateur…) ou revues (Esprit, Les Temps modernes) auxquels il collabore. S’il est expulsé en 1961 d’Algérie où il est envoyé spécial pour Libération, il participe par la suite aux négociations secrètes entre responsables français et algériens. Il tire de la Guerre d'Algérie des livres de témoignage comme L’Algérie des colonels (Éditeurs français réunis, 1958), Le dernier Quart d’heure (Julliard, 1963) ou La lutte tricontinentale (Éditions Maspero, 1967).
Sa connaissance des dossiers et des acteurs est « parfois amoindrie par le manichéisme idéologique » dont il fait part. au fait, comme il le définit dans l'avant-propos du dernier Quart d’heure, son code de déontologie se veut singulier : « Si, selon un critère assez généralement admis, le témoin idéal est non pas le passionné d'une grande cause capable, pour elle, de se faire égorger (et d'égorger si nécessaire), mais l'enregistreur bien placé, privilégié, mais passif, physiquement au milieu de la mêlée et psychologiquement au-dessus, alors je récuse la qualité de témoin. Je revendique plutôt celle de spectateur-acteur. »
Entré au service étranger du Nouvel Observateur en 1965, il y poursuit son combat anticolonialiste et anti-impérialisme sur les questions du Viêt Nam ou du conflit israélo-palestinien. Au sujet de cette dernière, il participe à la création d’un mouvement d’aide à la cause palestinienne et à la révolution arabe qui le fait apparaître, au sein du journal, comme “le palestinien au couteaux entre les dents”. Sur cette question, il est favorable à la création deux États ayant pour finalité de fusionner dans un tout ayant Jérusalem comme capitale commune.
Avec certains de ses rédacteurs les plus à gauche, il quitte le journal en 1969 et fonde en 1970 Politique hebdo avec Paul Noirot. L’hebdomadaire dont il est membre de la direction disparaît en 1978. Après son départ en retraite, il était chroniqueur à RFI.

## Collaboration avec les services de renseignement tchécoslovaques et le GRU
D'après Vincent Jauvert, Albert-Paul Lentin est un agent du StB (Sûreté de l'Etat tchécoslovaque) de 1965 à 1970 sous le nom de code « Heman » et un informateur du GRU (renseignements militaires soviétiques) à la fin des années 60.